# Drill music
O drill é um gênero musical com origem no sul de Chicago, no fim da década de 2000. É definido pelo conteúdo sombrio, violento e niilista das suas letras e batidas sinistras influenciadas pelo Trap.
O drill entrou no mainstream americano em meados de 2012, após o sucesso de rappers e produtores como Young Chop, Chief Keef, King Von, Lil Durk, Fredo Santana e Lil Reese, que tinham muitos fãs locais e uma presença significativa na Internet. A atenção da mídia e a contratação de músicos pelas grandes gravadoras se seguiram. Artistas do gênero são conhecidos por seu estilo de letras e associação com o crime em Chicago.
Um subgênero regional do Reino Unido surgiu em Londres, particularmente no distrito de Brixton, no início de 2012. O drill do Reino Unido ganhou destaque em meados da década de 2010 e influenciou outras cenas regionais, como a australiana, brasileira, francesa, espanhola, irlandesa, italiana, holandesa e de Nova York.
Nos outonos de 2020 e 2021, o jornal sensacionalista português Correio da Manhã e a sua versão televisiva, a CMTV, associaram a cena drill da área metropolitana de Lisboa à violência entre gangues na capital portuguesa e nos seus subúrbios, que terão resultado, inclusivamente, no homicídio de dois jovens.